# ظافر هانم
ظافر هانم (ترکی استانبولی: Zafer Hanım) اولین رمان‌نویس  زن ترکیه بود و در طول حیات خود یک رمان نوشت. تاریخ تولد و مرگ وی مشخص نیست. به گفته نویسنده معاصر مهمت زیهنی، او عضو خانواده فوات پاشا بود. شوهرش کابولی پاشا بود، که پیش از آنکه ظافر هانم رمان خود را بنویسد درگذشت.
ظافر هانم اولین رمان خود با نام «عشق وطن» را در سال ۱۸۷۷ منتشر کرد. این رمان در مورد دو دختر اسپانیایی برده به نام‌های گل‌بیاز و رفیا بود. به گفته مهمت زیهنی، شکل ادبی این رمان به جای داستانی بودن، روایی بود. احتمالاً این رمان داستان زندگی واقعی دو دختر بوده‌است که در خانه لاز احمد پاشا زندگی می‌کردند.
رمان «عشق وطن» بعد از مدت زیادی فراموشی در سال ۱۹۹۴ توسط زهرا توسکا از دانشگاه بغازچی کشف و چاپ شد.
تا همین اواخر فاطما عالیه که اولین رمان خود را ۱۴ سال بعد از ظفر هانم نوشته بود، به عنوان اولین رمان‌نویس زن ترکیه شناخته می‌شد. در حال حاضر منتقدان دربارهٔ اینکه چه کسی باید اولین رمان‌نویس زن ترکیه محسوب شود اختلاف نظر دارند. از آنجا که ظفر هانم تنها یک رمان نوشت، برخی منتقدین هنوز به فاطمه علیا اولویت می‌دهند.